# Химическа биология
Химическата биология е интердисциплинарна научна област на границата между химията и биологията, която прилага химични методи, а често и малки синтезирани молекули, за изучаване и манипулиране на биологични системи. За разлика от биохимията, която изследва химията на биомолекулите и биохимичните процеси в и между клетките, химическата биология се занимава с химия, приложена върху биологията, като синтез на биомолекули или симулация на биологични системи.